# Cimetière de Brookwood
Ne doit pas être confondu avec Cimetière américain de Brookwood.
Le cimetière de Brookwood, également connu sous le nom de « nécropole de Londres », est un lieu de sépulture situé à Brookwood, dans le Surrey (Angleterre), à une quarantaine de kilomètres au sud-ouest de la capitale. C'est le plus grand cimetière du Royaume-Uni et l'un des plus grands d'Europe.

## Histoire
Six-cents défunts enterrés au cimetière de l'église Saint-Laurent de Brentford y furent réinhumés en 2021.

## Galerie

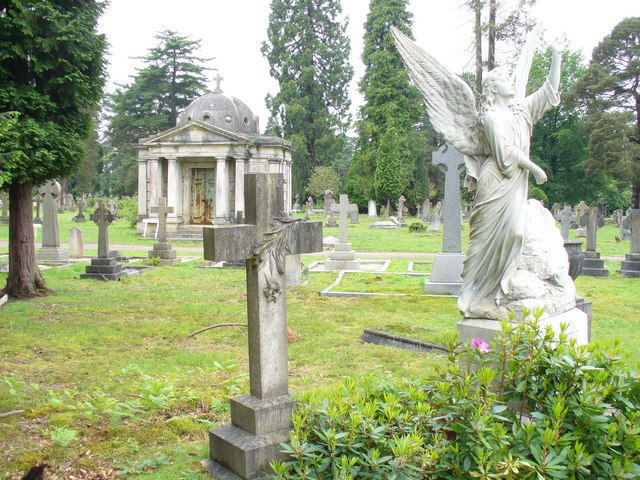
Columbarium.
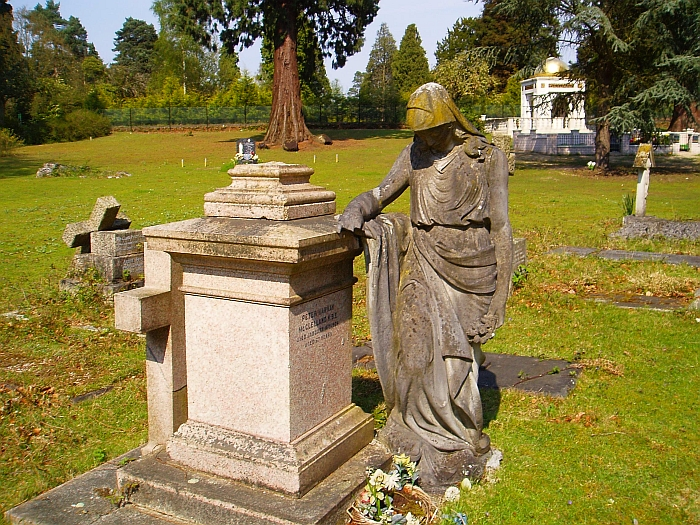
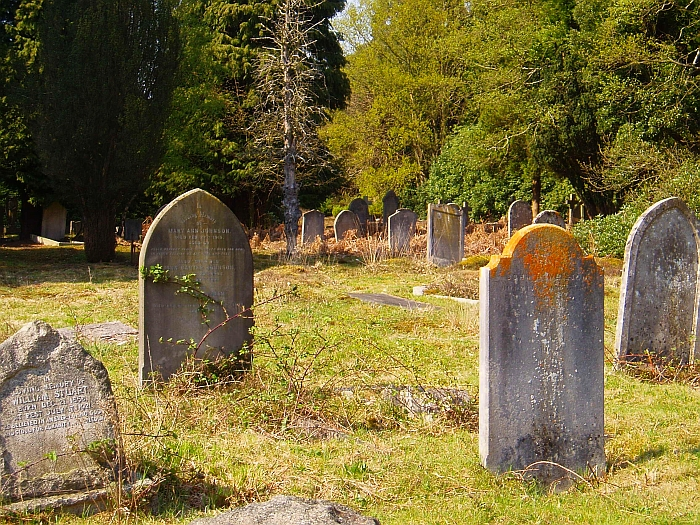
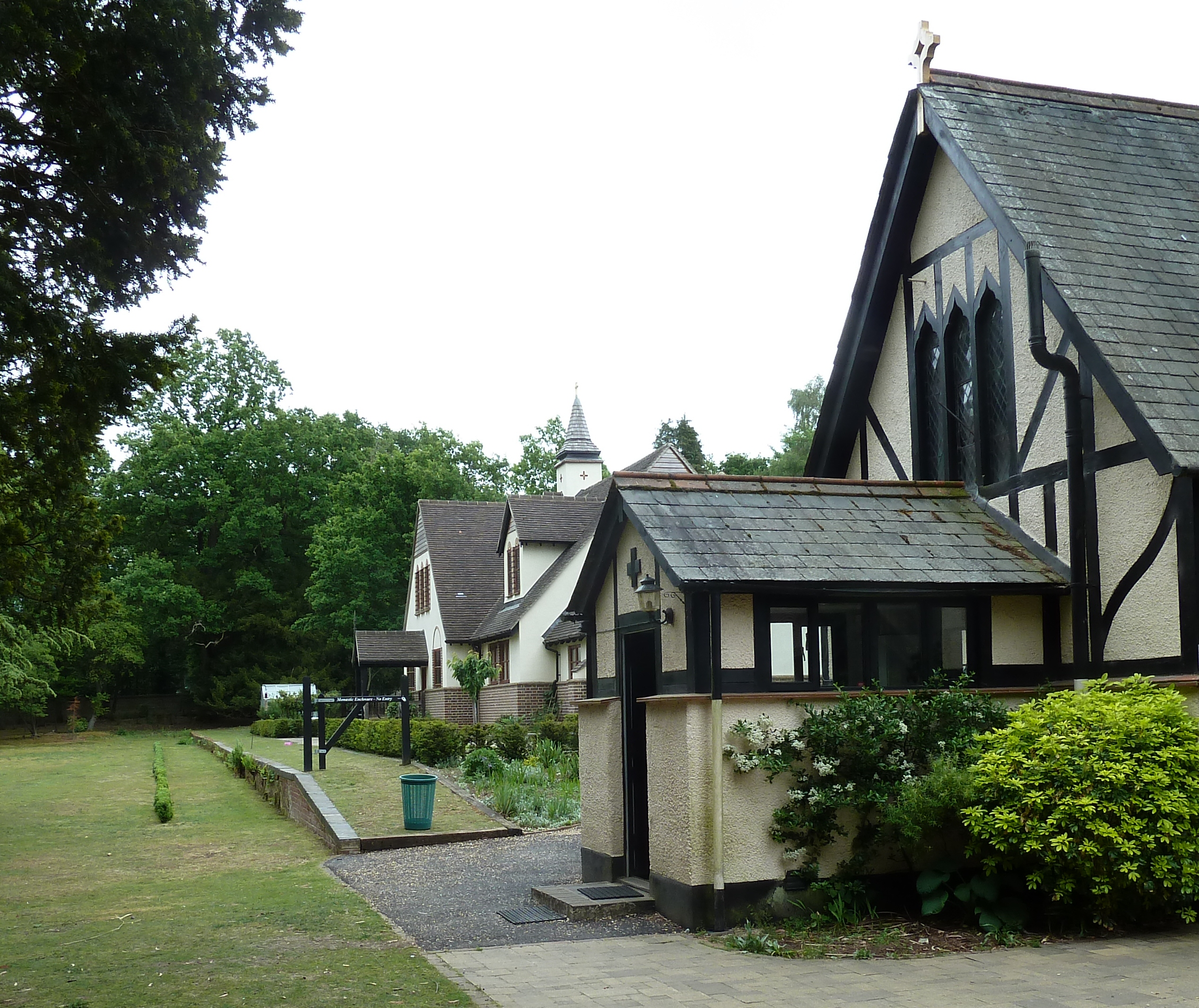
Monastère de St Edward.
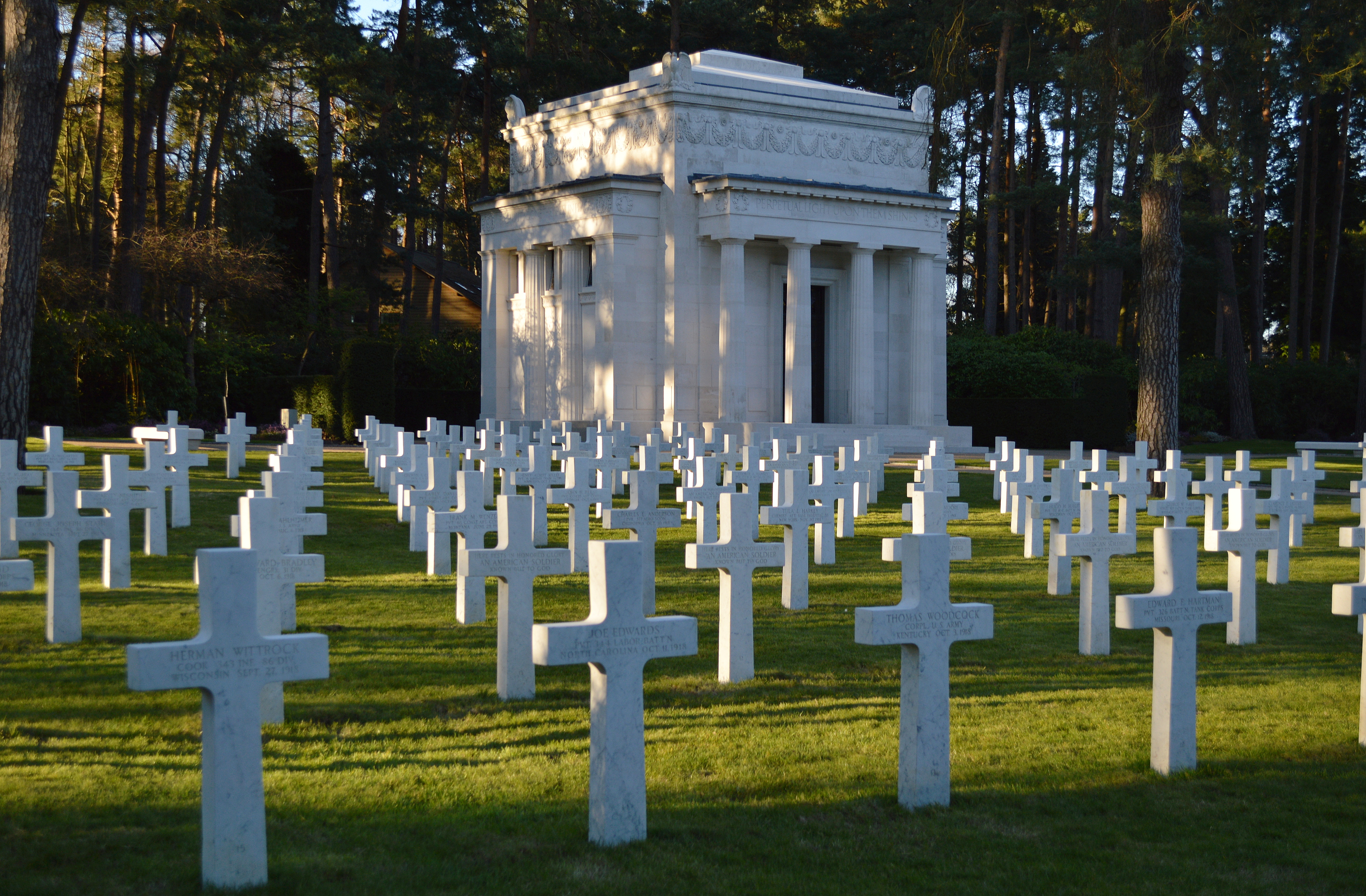
Chapelle militaire américaine.
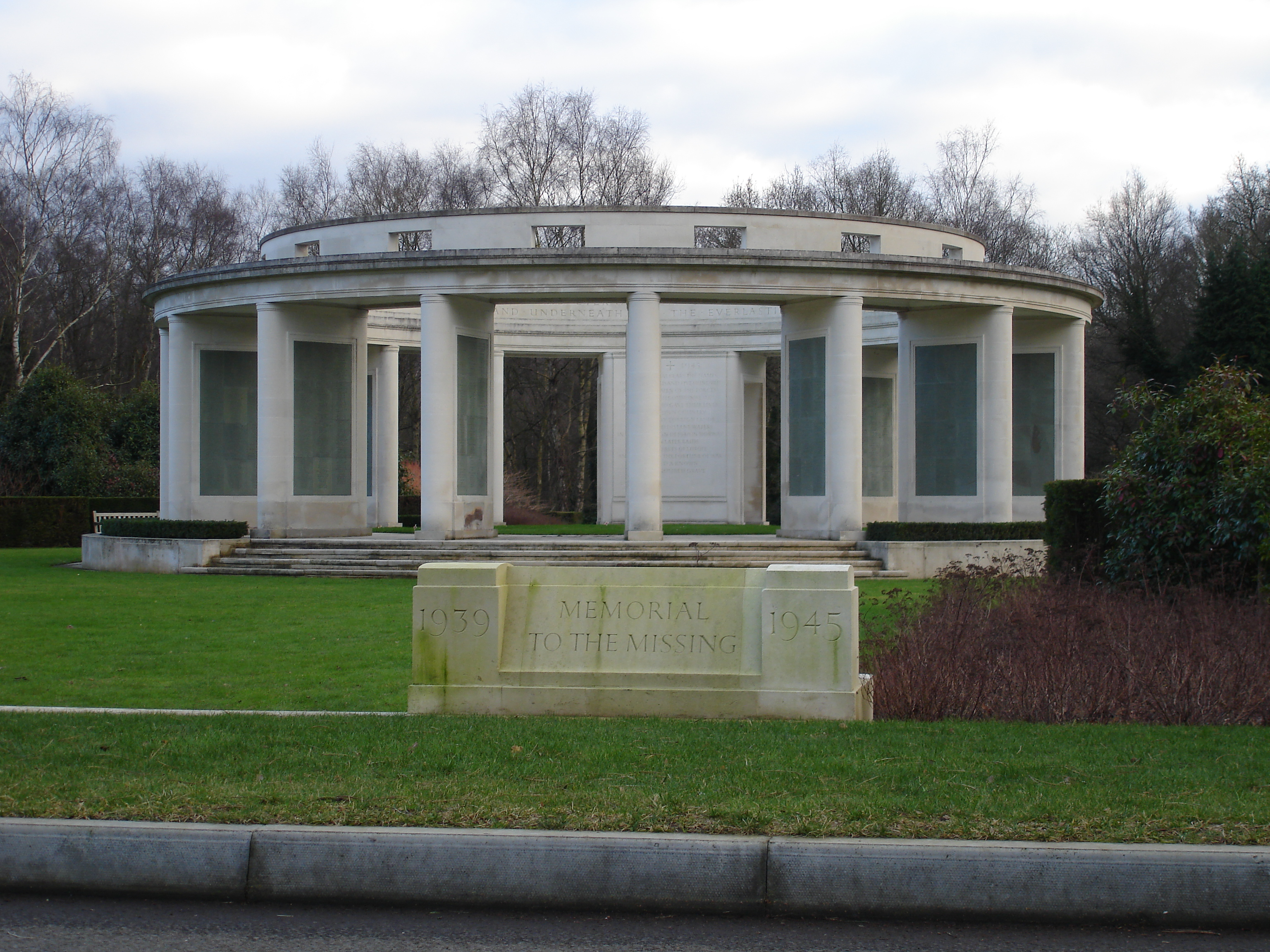
Mémorial 1939-1945.
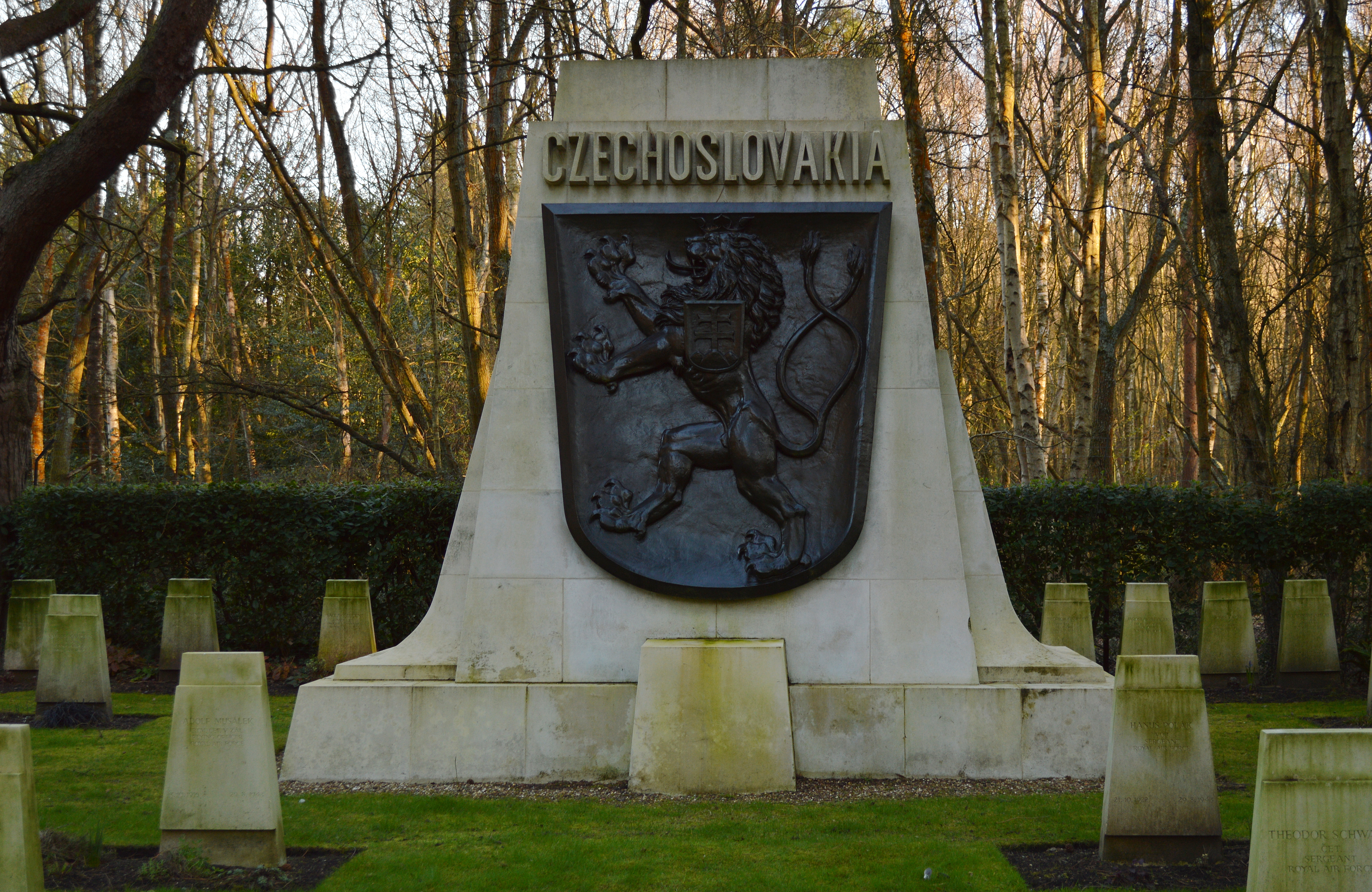
Monument militaire tchécoslovaque.
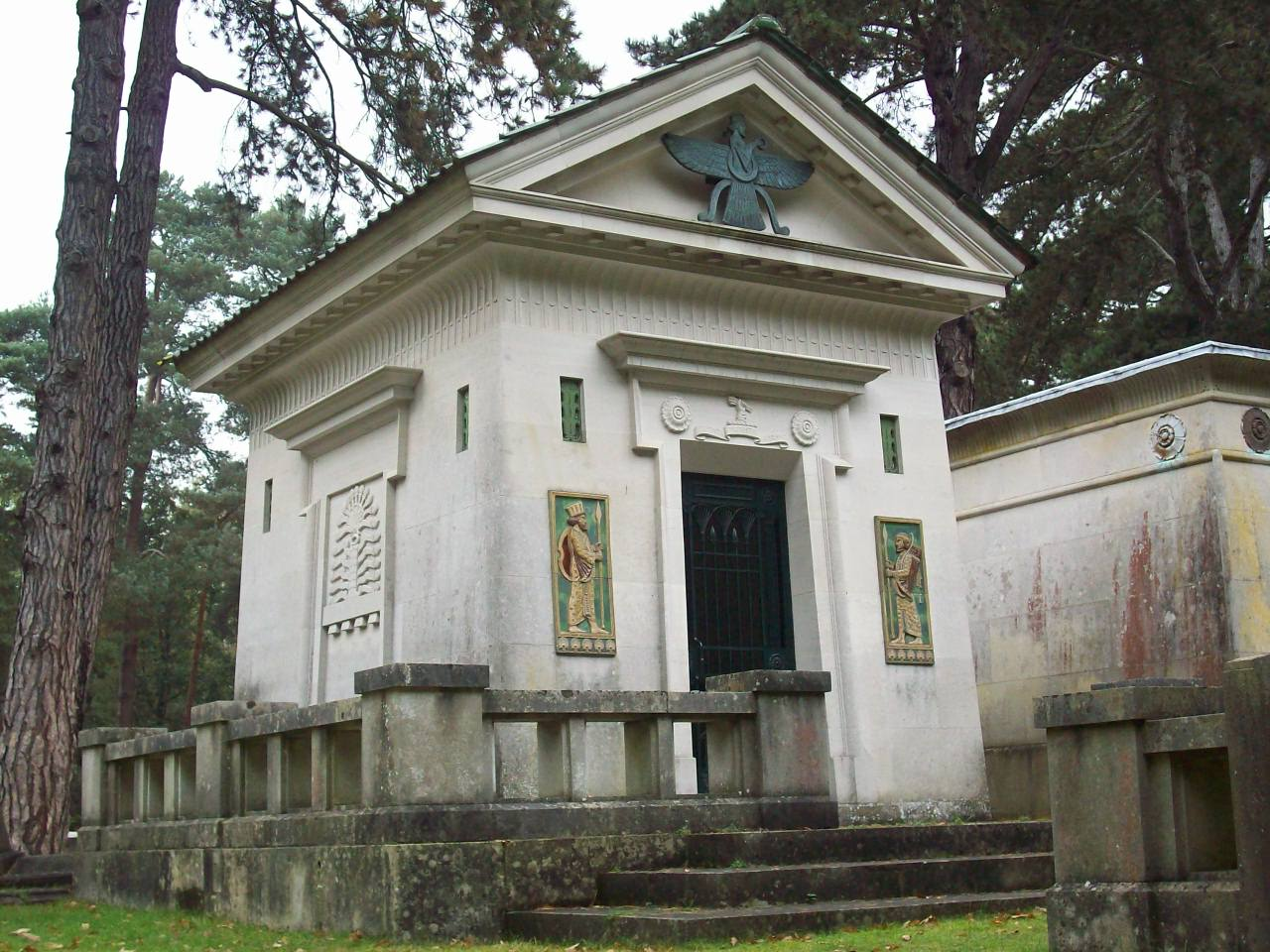
Tombeau zoroastrien.
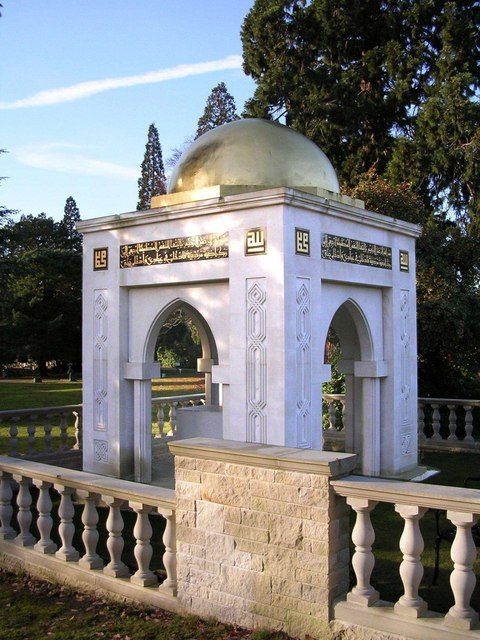
Mausolée de Sharif Al-Hussein Ben Ali.